# Iviella newfoundlandensis
Espèce
Iviella newfoundlandensis est une espèce d'araignées aranéomorphes de la famille des Argyronetidae.

## Distribution
Cette espèce est endémique de Terre-Neuve au Canada,.

## Description
Les mâles mesurent de 2,89 à 3,41 mm et les femelles de 2,86 à 3,72 mm.

## Systématique et taxinomie
Cette espèce a été décrite par Pickavance et Dondale en 2010.

## Étymologie
Son nom d'espèce, composé de newfoundland et du suffixe latin -ense, « qui vit dans, qui habite », lui a été donné en référence au lieu de sa découverte, Newfoundland, Terre-Neuve.

## Publication originale
- Pickavance & Dondale, 2010 : « Revision of Iviella Lehtinen (Araneae: Dictynidae), with description of a new species from Newfoundland. » The Journal of Arachnology, vol. 38, no 2, p. 250-257 (texte intégral).